# Nduka Ozokwo
Nduka Morrisson Ozokwo (Enugu, 25 dicembre 1988) è un ex calciatore nigeriano, di ruolo attaccante.

## Carriera

### Club
Dopo gli esordi in patria ha giocato per due anni al Nizza, con cui nella stagione 2008-2009 ha disputato 2 partite in Ligue 1, la massima serie francese. Dopo un'ulteriore parentesi in patria nella stagione 2009-2010 ha giocato 14 partite senza mai segnare nella massima serie turca con il Boluspor. A fine anno è stato acquistato dal Mersin, squadra di 1. Lig (la seconda serie turca). Nella stagione 2010-2011 con 3 gol in 15 presenze ha contribuito alla promozione della squadra in massima serie, categoria in cui nei due anni successivi ha collezionato complessivamente 58 partite e 4 gol. Rimane al Mersin anche nella stagione 2013-2014, nuovamente in 1. Lig dopo la retrocessione dell'anno precedente. Lascia la squadra dopo cinque campionati consecutivi nell'estate del 2014; tra il 2014 ed il 2016 segna 7 gol in 45 partite con l'Adanaspor, mentre dal 2016 gioca nel Wil nella seconda divisione svizzera.

### Nazionale
Nel 2007 ha giocato 3 partite senza segnare nei Mondiali Under-20.